# Wittenbach
Wittenbach é uma comuna da Suíça, no Cantão São Galo, com cerca de 8.586 habitantes. Estende-se por uma área de 12,22 km², de densidade populacional de 703 hab/km². Confina com as seguintes comunas: Berg, Gaiserwald, Häggenschwil, Mörschwil, Roggwil (TG), San Gallo (Sankt Gallen), Waldkirch.
A língua oficial nesta comuna é o Alemão.